# Emoia reimschiisseli
Espèce
Synonymes
- Emoia caerulocauda reimschisseli Tanner, 1950

Emoia reimschiisseli est une espèce de sauriens de la famille des Scincidae.

## Distribution
Cette espèce est endémique des Moluques en Indonésie.

## Étymologie
Cette espèce est nommée en l'honneur d'Ernest F. Reimschiissel (1917-) qui a recueilli les spécimens types.

## Publication originale
- Tanner, 1950 : Pacific Islands Herpetology No. III. Moroai Island. Great Basin Naturalist, vol. 10, no 1, p. 1-10 (texte intégral).